# Marinus (duc de Rome)
Marinus est un duc de Rome mentionné aux alentours de l'année 725.

## Biographie
Marinus est un dignitaire byzantin qui apparaît dans les sources lors de sa nomination, en 725, à la tête du duché de Rome, la circonscription de l'exarchat de Ravenne qui correspond à la région romaine. Il est donc le gouverneur civil de Rome, aux côtés du pape Grégoire II. Les circonstances de sa nomination restent mystérieuses, alors que les tensions sont notables entre l'empereur Léon III l'Isaurien et le souverain pontife. Elles auraient culminé avec un projet d'attentat contre Grégoire II, associant plusieurs dignitaires dont le duc Basilius ou le chartulaire Jordannès. C'est alors que Léon III aurait envoyé Marinus, alors spathaire, pour donner son assentiment à ce projet, finalement inabouti. Les historiens se sont interrogés sur la coexistence de Basilius et de Marinus, qui auraient conjointement occupé la fonction de duc de Rome. Pour Ernst Stein, Marinus aurait agi en tant qu'envoyé extraordinaire de l'empereur, tandis que Charles Diehl estime que Basilius est un subordonné de Marinus mais aurait malgré tout le titre de duc, ce qui paraît peu probable. Cependant, la principale source papale, le Liber Pontificalis, ne permet pas de trancher et n'insinue en rien que Marinus est titulaire d'une charge spéciale. Bernard Bavant a préféré en conclure que Marinus a succédé à Basilius à son arrivée. 
Toutefois, peu de temps après avoir débarqué en Italie, Marinus serait tombé malade au point d'être rapatrié à Constantinople, permettant à Basilius de récupérer son ancienne charge. Un sceau conservé au Vatican et daté de cette période pourrait lui appartenir.

## Sources
- Bernard Bavant, « Le duché byzantin de Rome. Origine, durée et extension géographique », Mélanges de l'école française de Rome, vol. 91-1,‎ 1979, p. 41-88 (lire en ligne)